# Ед Стафърд
Едуард Джеймс Стафърд, известен като Ед Стафърд (на английски: Ed Stafford), е британски изследовател и пътешественик. Най-известен е с експедицията си Walking the Amazon (По поречието на Амазонка), след приключването на която става известен като първия човек, пропътувал по цялата дължина на река Амазонка.

## Ранни години (1975 – 2008)
Роден е на 26 декември 1975 година в Питърбъро, Кеймбриджшър, Великобритания. Изоставен от родителите си е осиновен от адвокатите Барбара и Джеръми Стафърд и израства в Лестършър. През 1998 г. се присъединява към британската армия и служи в пехотата на Девънширския и Дорсерския полк. През 2002 напуска армията с чин капитан и започва да ръководи експедиции. Междувременно работи в Афганистан като съветник за ООН по време на кампанията за първите президентски избори в историята на страната.

## Експедиция по Амазонка (2008 – 2010)
През 2008 г. поставя началото на експедицията си Walking the Amazon, успешното осъществяване на която му отнема 860 дни, около 9 милиона крачки и над 200 хиляди ухапвания от комари и мравки. На 2 април тръгва от южното крайбрежие на Амазонка в Перу. На 9 август 2010 той става първият човек извървял цялото протежение на Амазонка – от изворите, отстоящи на 150 км от брега на Тихия океан до делтата на най-пълноводната река при Атлантическия океан. След повече от 8000 км, въоръжен само с мачете, Стъфърд успява да направи невъзможното. Същата година е провъзгласен за пътешественик на годината от National Geographic, а през март 2011 – за Европейски пътешественик на годината. От „Гинес“ през 2011 г. официално признават постижението му, а през 2012 в новото издание на книгата срещу името му е изписано, че е първият човек, извървял цялото продължение на река Амазонка.
Преди експедицията си по Амазонка Ед участва в поредицата на Би Би Си „Изгубената земя на ягуара“. Чрез експедициите си той се стреми да информира обществеността за проблемите на околната среда и да вдъхнови хората да повярват, че могат да осъществят мечтите си.

## Следващи години
След експедицията по Амазонка, Стафърд започва да търси своите биологични родители, които успява да открие с помощта на сестра си Джейни. Оказва се, че 9 години след раждането му родителите му се събрали и им се родили още двама сина – кръвните братя на Ед, които той е повече от щастлив да открие. „Потърсих ги не защото ми трябваха нови родители, а просто защото е в кръвта ми да искам да разбера.“
След успеха на книгата „По поречието на Амазонка“, през 2012 г. Стафърд участва в предаването на Дискавъри – „Захвърлен в пустошта“. Изоставен на самотен остров в Тихия океан, трябва да разчита единствено на собствените си знания и умения, за да оцелее без храна, екипировка или дрехи. За да гарантира автентичността на преживяването, британецът отпраща снимачния екип заедно с дрехите му и сам заснема предаването. 